# Стивенс, Майкл (футболист)
Майкл Фрэнсис Стивенс (англ. Michael Francis Stephens; 3 апреля 1989, Хинсдейл, Иллинойс, США) — американский футболист, полузащитник.

## Клубная карьера
Во время обучения в Калифорнийском университете в Лос-Анджелеса Стивенс выступал за университетскую команду в студенческой лиге.
На Супердрафте MLS 2010 Стивенс был выбран первом раунде под общим 16-м номером клубом «Лос-Анджелес Гэлакси». Его профессиональный дебют состоялся 27 марта в матче стартового тура сезона 2010 против «Нью-Инглэнд Революшн», в котором он вышел на замену на 80-й минуте вместо Жуниньо. 29 мая в поединке против «Коламбус Крю» Стивенс забил свой первый гол в профессиональной карьере. За «Гэлакси» Майкл сыграл более 100 матчей во всех турнирах, а также дважды стал чемпионом MLS и двукратным обладателем Supporters’ Shield.
4 марта 2014 года Майкл перешёл в норвежский «Стабек», подписав двухлетний контракт. 30 марта в матче против «Согндала» он дебютировал в Типпелиге. 10 августа в поединке против «Молде» Стивенс забил свой первый гол за «Стабек».
9 декабря 2014 года Майкл вернулся играть на родину, подписав контракт с «Чикаго Файр». 6 марта 2015 года в матче стартового тура сезона против своего бывшего клуба «Лос-Анджелес Гэлакси» он дебютировал за «Файр». По окончании сезона 2016 клуб не стал продлевать контракт с игроком.
6 января 2017 года Стивенс подписал контракт с новообразованным клубом Североамериканской футбольной лиги «Сан-Франциско Делтас». При его участии клуб завоевал чемпионский титул NASL, обыграв в финале сезона 12 ноября «Нью-Йорк Космос» со счётом 2:0. Однако, несколько дней спустя после чемпионского матча клуб «Сан-Франциско Делтас» был расформирован.

## Международная карьера
В 2007 году Стивенс выступал на Панамериканских играх. В 2009 году Майкл в составе молодёжной сборной США принял участие в молодёжном чемпионате мира в Египте.

## Достижения
Командные
 «Лос-Анджелес Гэлакси»
- Чемпион MLS (обладатель Кубка MLS): 2011, 2012
- Обладатель Supporters’ Shield: 2010, 2011

 «Сан-Франциско Делтас»
- Чемпион NASL: 2017